# Scott Wolpert
Scott A. Wolpert (24 de maio de 1950) é um matemático estadunidense.
Wolpert obteve um doutorado em 1976 na Universidade Stanford, orientado por Garo Kiremidjian, com a tese The Weil-Petersson Metric for Teichmueller Space and the Jenkins-Strebel Differentials. Foi depois professor da Universidade de Maryland em College Park.
Em 1992 provou (com Carolyn Gordon e David Webb) a existência de regiões planas diversas com igual espectro do operador de Laplace. Foi palestrante convidado do Congresso Internacional de Matemáticos em Berkeley, Califórnia (1986: The geometry of deformations of a Riemann surface). É fellow da American Mathematical Society.

## Obras
- Wolpert Families of Riemannian Surfaces and Weil-Petersson-Geometry. American Mathematical Society, 2010
- Editor com Lizhen Ji, Shing-Tung Yau: Geometry of Riemann surfaces and their moduli spaces. International Press, Somerville/Massachusetts 2009